# Saint-Remy-sous-Broyes
Saint-Remy-sous-Broyes ist eine französische Gemeinde mit 111 Einwohnern (Stand: 1. Januar 2022) im Département Marne in der Region Grand Est (vor 2016 Champagne-Ardenne). Sie gehört zum Arrondissement Épernay und zum Kanton Sézanne-Brie et Champagne. 

## Geografie
Saint-Remy-sous-Broyes liegt etwa 100 Kilometer östlich des Pariser Stadtzentrums. Umgeben wird Saint-Remy-sous-Broyes von den Nachbargemeinden Péas im Norden, Linthelles im Osten und Nordosten, Gaye im Osten und Südosten, Chichey im Süden sowie Sézanne im Westen und Nordwesten.

## Bevölkerungsentwicklung
| Jahr                       | 1962 | 1968 | 1975 | 1982 | 1990 | 1999 | 2006 | 2011 | 2018 |
| -------------------------- | ---- | ---- | ---- | ---- | ---- | ---- | ---- | ---- | ---- |
| Einwohner                  | 83   | 71   | 78   | 76   | 101  | 81   | 90   | 102  | 105  |
| Quellen: Cassini und INSEE |      |      |      |      |      |      |      |      |      |

## Sehenswürdigkeiten

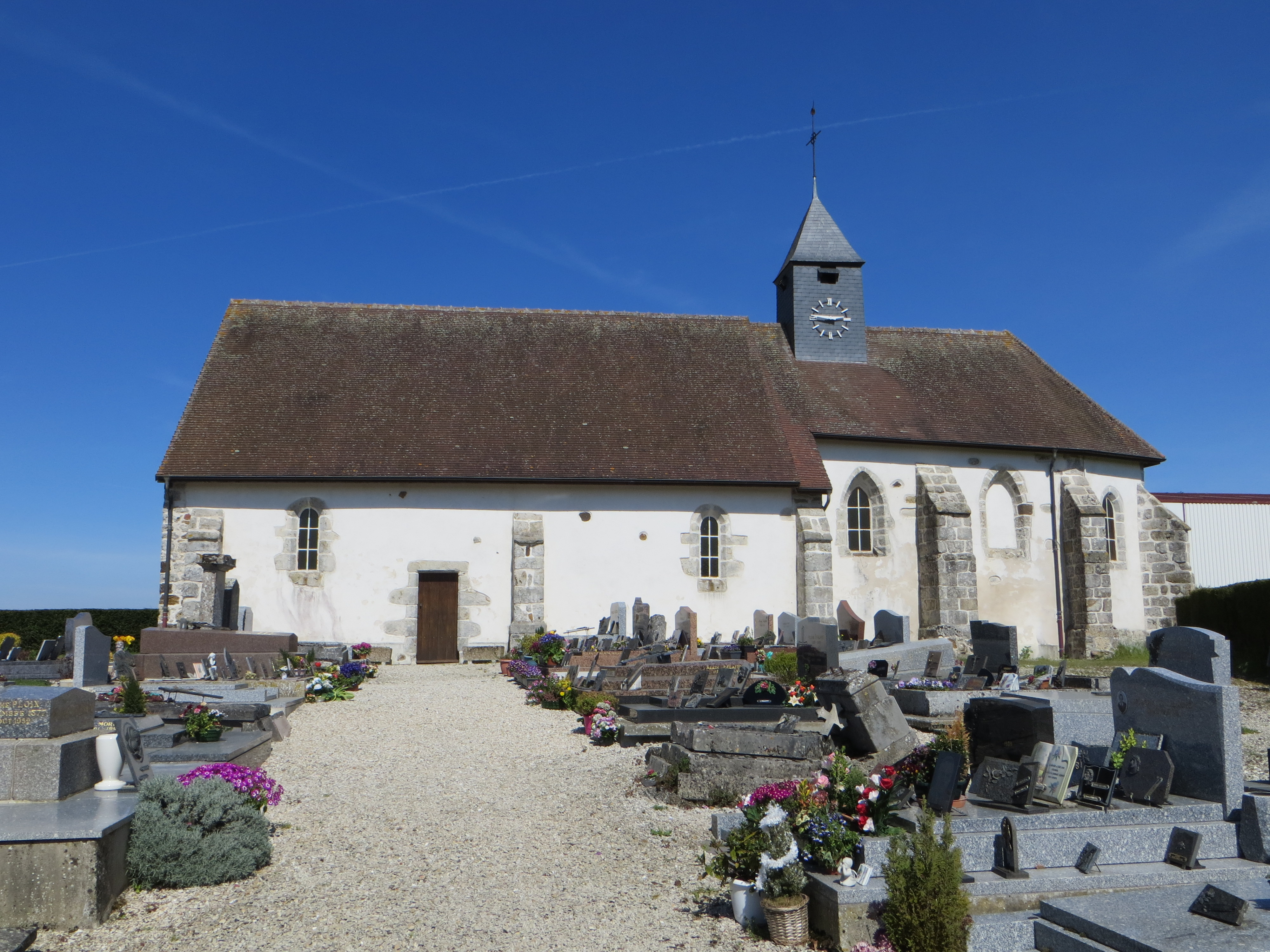
Kirche Saint-Remi

- Kirche Saint-Remi